# Oberuckersee
Oberuckersee là một đô thị ở huyện Uckermark, bang Brandenburg, Đức. Đô thị này có diện tích 84,91 km², dân số thời điểm 31 tháng 12 năm 2006 là 1905 người.